# Félix Chemla Lamèch
Félix Chemla Lamèch (Ariana, 11 de enero de 1894-14 de mayo de 1962) fue un meteorólogo y selenógrafo francés.

## Biografía
Nacido en Túnez, Lamèch fue a la universidad de Atenas a estudiar meteorología. Construyó un observatorio en Corfú en 1927 y otros observatorios en Francia, en África y en América del Sur. Dibujó también una serie de mapas de la Luna y publicó varios artículos sobre astronomía en la revista "Ciel et Terre" (Cielo y Tierra). Colaboró sobre todo con los astrónomos Maurice Darney, Gabriel Delmotte y Arthur Pierot.

## Eponimia
- El cráter lunar Lamèch lleva este nombre en su memoria.[1]